# کفدهک
روستای کفدهک در ۵ کیلومتری شهرسان خرامه و ۷۰ کیلومتری شیراز، بین شیراز و خرامه قرار دارد مردم این روستا به زبان عربی صحبت می‌کنند که زبان مادریشان است.